# André Buffière
Pierre André Buffière, född 12 november 1922 i Vion, död 2 oktober 2014, var en fransk basketspelare.
Buffière blev olympisk silvermedaljör i basket vid sommarspelen 1948 i London.